# Adeodato Giovanni Piazza
Adeodato Giovanni Piazza, O.C.D. (Vigo di Cadore, 30 de setembro de 1884 - Roma, 30 de novembro de 1957) foi um frade italiano da Ordem dos Carmelitas Descalços, que se tornou cardeal da Igreja Católica Romana e Patriarca de Veneza, bem como membro da Cúria Romana na Cidade do Vaticano.

## Biografia
Adeodato Giovanni Piazza nasceu em Vigo di Cadore, uma pequena aldeia nas montanhas da região de Veneto, filho de Giuseppe Piazza e Elisabetta Nicolò. Em 1897, ele começou a estudar em uma escola dirigida pelos frades carmelitas, sendo admitido na Ordem em 6 de agosto de 1902. Ele professou seus votos religiosos em 7 de agosto de 1903, após o que ele foi liberado para cumprir suas obrigações militares, servindo no corpo médico em Treviso de 1904-1906. Retornou ao mosteiro carmelita e foi enviado para completar seus estudos no seminário em Veneza, professando seus votos solenes em 7 de agosto de 1907. Recebeu as ordens menores do bispo Andrea Giacinto Longhini, de Treviso.
Foi ordenado sacerdote católico em 19 de dezembro de 1908 pelo cardeal Aristide Cavallari, Patriarca de Veneza. Piazza concluiu os estudos teológicos em 1910. Membro do corpo docente das casas de estudos carmelitas em San Vigilio, Adro e Brescia, 1909-1914. Retornou a Veneza em 1914 e lecionou letras em um liceu. Prior do convento carmelita de Tombetta Veronese, 1915. Com a eclosão da Primeira Guerra Mundial, serviu como capelão militar do 21º Regimento de Cavalaria de Pádua e depois no hospital militar de Montecatini. Após a guerra, foi eleito prior do noviciado carmelita de Brescia, 1919-1921. Eleito prior do convento e escola de Adrio, 1921. Chamado a Roma, Secretário do Superior Geral de sua ordem, 1922-1925. Eleito procurador-geral de sua ordem, 1925-1930.
No dia 29 de janeiro de 1930, o Papa Pio XI nomeou Piazza como Arcebispo de Benevento, para o qual foi consagrado em 24 de fevereiro seguinte na Igreja Carmelita Descalça de S. Teresa al Corso d′Italia, pelo cardeal Basilio Pompilj, assistido pelo cardeal Raffaele Carlo Rossi, OCD, e por Pio Marcello Bagnoli, OCD, bispo de Marsi. Seu lema episcopal era Ut sint unum. Fez a entrada solene na arquidiocese no dia 23 de março. 
Piazza foi nomeado Patriarca de Veneza em 16 de dezembro de 1935 e formalmente instalado no início do ano seguinte. Foi elevado a cardeal pelo Papa Pio XI no consistório de 13 de dezembro de 1937, recebendo três dias depois o título de Cardeal-presbítero de Santa Priscila. Como cardeal, Piazza participou do conclave de 1939, que elegeu o Papa Pio XII.
Piazza permaneceu Patriarca de Veneza até 1 de outubro de 1948, altura em que foi nomeado pelo Papa Pio XI como Secretário da Sagrada Congregação Consistorial (agora chamada Congregação para os Bispos). Ele permaneceu nessa capacidade até a sua morte. Em 14 de março de 1949 seu título foi mudado pelo papa para cardeal-bispo de Sabina-Poggio Mirteto.
Legado papal para a celebração do centenário de Santa Ágata, Catânia (1951); para o Congresso Mariano Nacional, São Paulo (1954); para a Primeira Conferência Geral do Episcopado Latino-Americano, Rio de Janeiro (1955); para as celebrações pela descoberta dos restos mortais de São Nicolau de Mira, Bari (1957). De 1953 a 1954, foi presidente da Conferência Episcopal Italiana. Superior geral dos Padres Scalabrinianos (Missionários de São Carlos Borromeu) de 1948 a 1951; como superior, visitou várias missões, de modo que muitos se referiram a ele como "o Cardeal dos emigrantes". Foi um talentoso músico, poeta, orador e escritor.
Piazza morreu em Roma em 30 de novembro de 1957, depois de doente por cinco dias, de pneumonia após dois derrames cerebrais, e foi sepultada na Igreja de Santa Teresa.